# Elendsburg
Die Elendsburg ist eine unter Denkmalschutz stehende Ruine einer Burg in der Ortschaft Elend, einem Ortsteil der Stadt Oberharz am Brocken im Landkreis Harz in Sachsen-Anhalt. Im örtlichen Denkmalverzeichnis ist das Bauwerk unter der Erfassungsnummer 428301041 als Bodendenkmal verzeichnet.

## Allgemeines
Die Reste der Elendsburg befinden sich ca. 750 Meter östlich der Schnarcherklippen auf einem freistehenden Felsriff im Elendstal auf über 545 Meter über NHN im Nationalpark Harz. Urkundliche Zeugnisse zur Burg sind nicht erhalten geblieben. Es wird vermutet, dass die Burg als Vorburg des königlichen Jagdhofs Bodfeld diente und im Mittelalter den durch das Elendstal führenden Handelsweg Ulmer Weg schützen sollte.
Mauerwerk ist von der Burg nicht erhalten geblieben, da dieses gegen Ende des 18. Jahrhunderts für den Bau von Hochöfen verwendet wurde. Über zwei Terrassenebenen sind aber in Stein gehauene Stufen, Wälle und Gräben sowie eine ausgehauene Felsenkammer erhalten geblieben.